# Студено-Высельский сельсовет
Студено-Высельский сельсове́т — сельское поселение в Усманском районе Липецкой области. 
Административный центр — село Никольские Выселки.

## История
В соответствии с законами Липецкой области №114-оз от 02.07.2004 и №126-оз от 23.09.2004 сельсовет наделён статусом сельского поселения, установлены границы муниципального образования.

## Население
| 2010 | 2012 | 2013 | 2014 | 2015 | 2016 | 2017 |
| ---- | ---- | ---- | ---- | ---- | ---- | ---- |
| 406  | ↘403 | ↘375 | ↘338 | ↘333 | ↗338 | ↘324 |
| 2018 | 2021 |      |      |      |      |      |
| ↗326 | ↘325 |      |      |      |      |      |

## Состав сельского поселения
| № | Населённый пункт   | Тип населённого пункта       | Население |
| - | ------------------ | ---------------------------- | --------- |
| 1 | Евсюковка          | деревня                      | →39       |
| 2 | Никольские Выселки | село, административный центр | →357      |
| 3 | Студенские Выселки | село                         | →10       |